# Irituia (kommun)
Irituia är en kommun i Brasilien.   Den ligger i delstaten Pará, i den nordöstra delen av landet, 1 600 km norr om huvudstaden Brasília. Antalet invånare är 31 382.
Följande samhällen finns i Irituia:
- Irituia

Omgivningarna runt Irituia är huvudsakligen savann. Runt Irituia är det ganska glesbefolkat, med 21 invånare per kvadratkilometer.